# Alexandru-Paul Dimitriu
Alexandru-Paul Dimitriu (n.  ?) este un deputat român, ales în 2024 din partea USR. 